# صقل السيوف اليابانية
صقل السيوف جزء من صناعة السيوف اليابانية، حيث يتم تلميع السيف بعد صنعه ليعطي بريقًا ساطعًا وجمالًا للسلاح.

## التلميع
بعد الانتهاء من صنع السيف، يقوم الحدّاد بتسليمه لصاقل السيوف الذي يدعى (توغيشي) ليهذب شكل السيف ويعطيه جمالاً إضافياً. يستغرق العمل عليه وقت طويل، أحيانا تصل إلى عدة أسابيع، مما قد يستغرق وقتا أكثر من صنع السيف بذاته. قديماً، استخدم الصقالون ثلاث أنواع من الحجر، بينما في العصر الحديث يستخدمون سبع أنواع.
الطريقة الحديثة للصقل كانت لا تستخدم قبل 1600 ميلادي لأن جودة عمل السلاح كانت أهم من جماله. صقل السيف ممكن أن يزيد جمال السيف أو يدمره بحسب خبره الصاقل. بإمكان الصاقل المبتدئ أن يخرب أجود السيوف بتلميعه أكثر من المفترض، مما يزيل كمية كبيرة من الحديد، مما يدمر قيمة السيف تاريخيا وفنيا ووظيفيا.
في السيوف ذات الجودة العالية، فقط الجهة الخلفية من السيف (تسمى «شينوغي-جي») تُصقل إلى درجة اللمعان، بينما الجزء المنتصف (يسمى ال«هيرا») والطرف (يدعى «ها») يعطَيان صقلًا غير لامع لإبراز حدة السيف. الخدوش الصغيرة المتعددة في الجهات الخشنة تعطي إضاءة وسطوعًا مختلفًا عن الشروخ العميقة في الجهات الناعمة. المعدن الخشن يبدو غير لامع مقارنة بالمعدن الناعم، وله درجة أقل في انتشار الضوء.

## الخطوات
خطوات صقل السيوف اليابانية تنقسم إلى خطوتان: «شيتاجي توغي» (تأسيس الصقل) و «شياغي توغي» (إنهاء الصقل)

### شيتاجي توغي
تعمل خطوة الشيتاجي توغي على تحديد هندسة النصل وتشمل جميع الخطوات الرئيسية، واستخدام الأحجار المائية (لمقياس الشبكة).
يُقام اختبار استقامة السيف أولا، فإن لم يكن مستقيما لسبب ما، فإنها مهمة الصاقل في إصلاحه. تُصلح استقامته باستخدام قطع خشبية لضبط أي اعوجاج في النصل. ابتداء من هذه النقطة، يبدأ الصاقل بضبط اسطح وهندسة السيف كما هو مناسب. في هذه المرحلة يتم تعديل أي تلف وضرر بالسيف من خلال العمل بدقة. أصغر منطقة بطرف السيف (تدعى «كيسساكي») مختلفة لدرجة أنها تحتاج إلى صقل بشكل منفصل مع بقية أجزاء السيف الصغيرة.
يقام أيضا صقل أي «هي» (حشو)، لكن ليس باستخدام حصى كبيرة، بل بطرق أخرى باستخدام حصى أصغر، مثل «ميغاكي بو» (إبرة حدادة) أو حتى ورق (صنفرة).
حديثا، تستخدم أحجار مائية صناعية في مرحلة تأسيس الصقل، لكن تقريبا لا تستخدم أبدا في عملية الإنهاء، لأنها لا تعطي نفس نتائج الصخور الطبيعية.

### شياغي توغي
تصنع مرحلة «شياغي توغي» اللمعان العاكس في النصل. الجزء الفارق بين هذه المرحلة والمرحلة السابقة ان الصخور المستخدمة ذات حجم أصغر، وأن عملية الصقل والصنفرة تستخدم على السيف وهو مثبت في مكانه. في هذه المرحلة، يقام العمل على السيف على شكل أجزاء صغيرة باستخدام شرائح صغيرة مأخوذة من الصخور الأساسية.
بعد هذه المرحلة، سيكون شكل السيف غير متساوي، ويجب تعديله باستخدام الخليط المميز «نوغوي». يتم أيضا في هذه المرحلة احضار خط «يوكوتي» مما قد يكون صناعي أو يتبع الخط الرئيسي (غالبا ما يختفي الخط الرئيسي في خطوة ما قبل الصقل). في الخطوة الأخيرة يقام بتلميع مؤخرة السيف وجوانبه.
الخطوة النهائية تظهر تفاصيل السيف حتى تكون جاهزة للتقييم، مما يجعله خالي تماما من العيوب.

### بَرد الـ «ناكاغو»
تقليديا، لا يقام بصقل ناكاغو، بينما يقام ببرده قبل وضعه ليتأكسد يشكل طبيعي. علامات البرد توضع لتسمح بالاحتكاك مع الـ «تسوكا» (غمد). الخط الفاصل بين الجزء المبرود والمصقول هم الـ «ماتشي» والطرفين «ها ماتشي»(الطرف الحاد)، والـ «موني ماتشي» (جزء العمود)، حول ما يكون جزء الـ «هابوكي» (العنق) مشتبك.

## تشطيبات هامون

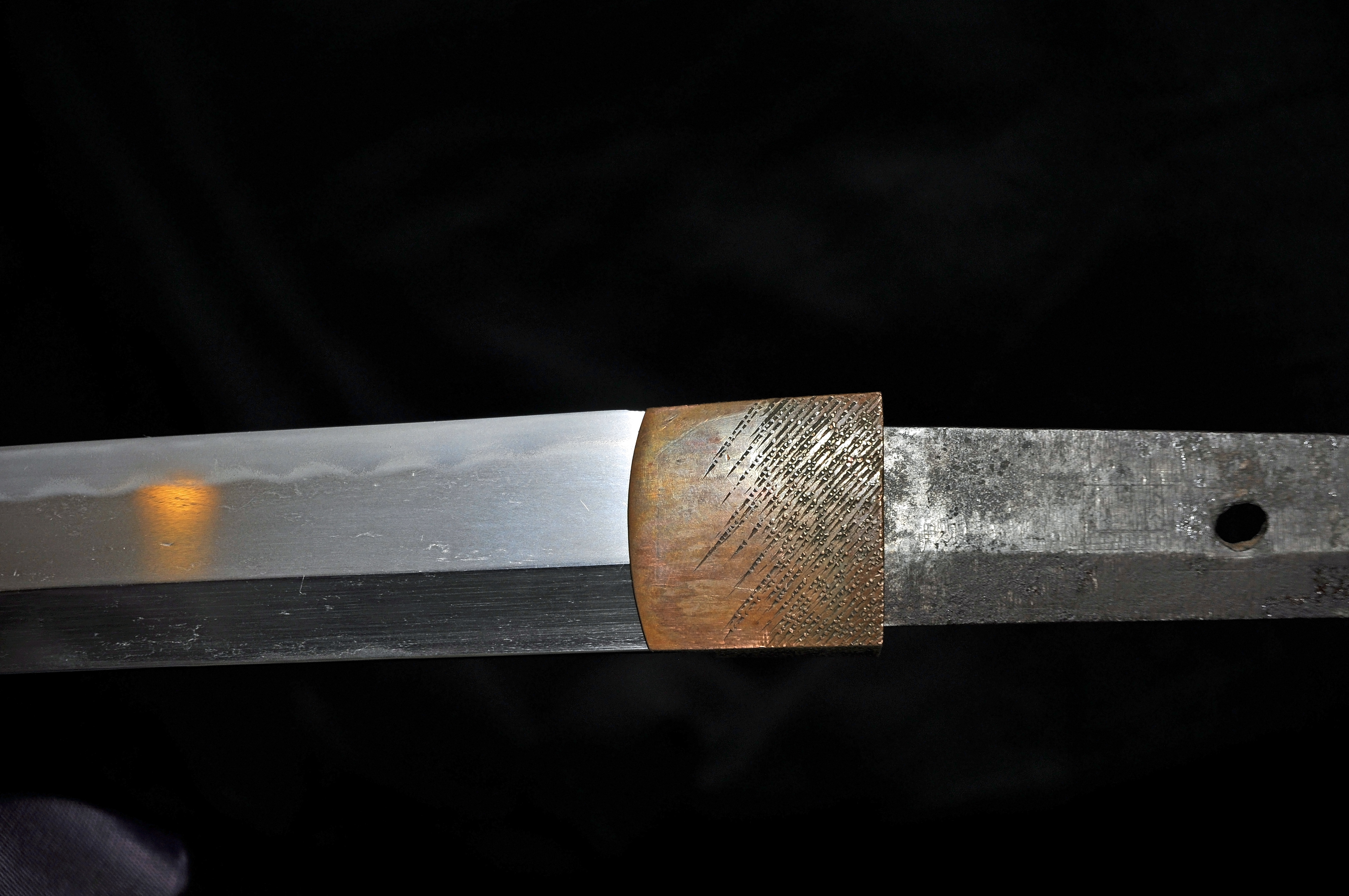
ناكاجو مع ثقب ميكوجي-آنا (يمين) في حالة غير مصقولة

يوجد اسلوبين لتشطيبات هامون: «هادوري» و «ساشيكومي نوغوي».

### هادوري
سمّي أسلوب هادوري بهذا الاسم نسبة إلى صخرة الهادوري، صخرة مائية تم اختيارها لخشونتها التي تساعد على ابراز الهامون بين ما يحيطه. لا يمكن لأسلوب الهادوري أن يستنسخ الهامون بشكل تام، لأن أسلوب هذا التشطيب عبارة عن نسخة من الهامون الأصلي، فتكون جودة النتيجة النهائية تعتمد على طبيعة الهامون، الأدوات المتواجدة، وخبرة الصاقل. هذا الأسلوب جديد نسبيا، اذ تم اختراعه القرن الماضي.

### ساشيكومي نوغوي
سمي الأسلوب بـساشيكومي نوغوي نسبة إلى مزيج الـ «نوغوي» الذي يستخدم لإظهار النتيجة النهائية. تبدأ العملية بتمرير الهامون بكامله على صخرة الـ «هازويا». يتم القيام بهذه الخطوة على الـ «جيهادا» أيضا. بعدها يتم استخدام صخرة «جيزويا» لإظهار البروزات في النصل.
غالبا ما يتكون الساشيكومي نوغوي من أكسيد الحديد الأسود (أو الـ «تسوشيما») ومواد أخرى تعتمد على اللون المرغوب به للجيهادا. يوضع خليط النوغوي على السيف بكامله. إذا تم وضعه بالطريقة الصحيحة، فسيميل لون الهامون إلى البياض قليلا، لكن الأماكن المجاورة ستصبح داكنة. في هذه الحالة، سيكون مظهر الهامون محفوظا تماما. عادة تتم هذه العملية فقط على السيوف ذات الهامون الجيد والذي يحوي بروزات.

## التقييم
الصقل خطوة في قيمة الأهمية لتجهيز السيف للتقييم، حيث أنها تبرز جميع تفاصيل السيف وجماله. الخطوة مهمة لأن شكل السيف، وأبعاده، ومظهر الهامون مميزون لدرجة أنه يمكن تمييز تاريخ السيف من مواصفاته. هذه المواصفات أيضا تبرز جودة عمل خبرة الصاقل.
الصقل الجيد يوضح بأي سرعة تم تبريد الطرف، وبأي درجة حرارة، وماذا كانت محتويات الكربون في الحديد. يتضح ذلك عبر إبراز «نيوي» (匂)، الذي يتكون من خليط من المارتينسايت وتروستايت (نوع أخر من الحديد المعدل)، أو كريستالات كبيرة من المارتينسايت تسمى «نيي» (錵) التي تشبه نقاط مرايا صغيرة.